# Metrogenes deltocycla
Metrogenes deltocycla är en fjärilsart som beskrevs av Edward Meyrick 1926. Metrogenes deltocycla ingår i släktet Metrogenes och familjen Carposinidae. Inga underarter finns listade i Catalogue of Life.